# 国宝への旅
『国宝への旅』（こくほうへのたび）は、1986年から1989年までの毎年上半期の木曜日にNHK総合テレビで放送された、日本各地の国宝を紹介する番組である。主にNHK大阪放送局が製作した。

## 各回概要

### 1986年
NHK総合・木曜日 22:00 - 22:30
| 放送日  | サブタイトル             | 紹介した国宝     | ゲスト                                           |
| ------- | ------------------------ | ---------------- | ------------------------------------------------ |
| 4月10日 | 弥勒の指はミステリー     | 広隆寺弥勒菩薩   | 森下洋子、西村公朝、シャクティ・チャクラワルティ |
| 4月17日 | 春 観音さまが笑った      | 渡岸寺十一面観音 | 如月小春                                         |
| 4月24日 | 紅梅・白梅・光琳の梅     | 紅白梅図屏風     | 村松友視、加山又造、石橋省三（語り）             |
| 5月15日 | 炎の奇跡・曜変天目茶碗   | 曜変天目茶碗     | 宮尾登美子                                       |
| 5月22日 | 弘法さんの中国みやげ     | 東寺             | 中沢新一                                         |
| 5月29日 | 極楽浄土にビーナスを見た | 浄瑠璃寺         | 阿木燿子                                         |
| 6月5日  | 満月・銀砂の海           | 銀閣寺           | 勅使河原宏                                       |
| 6月12日 | 天平のアイドル・阿修羅   | 興福寺阿修羅像   | 野田秀樹                                         |
| 6月19日 | 天狗の山の毘沙門天       | 鞍馬寺毘沙門天   | 高城修三                                         |
| 7月10日 | 華やかな衣装・大鎧       | 大山祇神社大鎧   | 篠田正浩                                         |
| 7月17日 | クルスの堂は七色の輝き   | 大浦天主堂       | 石井幹子                                         |
| 9月4日  | 熊野の神の玉手箱         | 熊野速玉大社     | 中村弘子                                         |
| 9月18日 | 十二神将・天平残影       | 新薬師寺十二神将 | 平山郁夫                                         |

### 1987年
NHK総合・木曜日 22:00 - 22:30
| 放送日  | サブタイトル         | 紹介した国宝                 | ゲスト                         |
| ------- | -------------------- | ---------------------------- | ------------------------------ |
| 4月9日  | 伽藍のシンフォニー   | 唐招提寺                     | 三善晃                         |
| 4月16日 | 古都・一千一体の祈り | 三十三間堂                   | 木下順二、西村公朝             |
| 4月23日 | 流転の王朝名画       | 伴大納言絵巻                 | 佐野みどり                     |
| 4月30日 | 戦国の白き残影       | 姫路城                       | 小川国夫                       |
| 5月14日 | 破格なり、力の造形   | 日光東照宮                   | 藤森照信                       |
| 5月21日 | 浄土再現             | 浄土寺                       | 安西篤子                       |
| 5月28日 | 漂泊の魂             | 山水長巻                     | 丸木位里、丸木俊               |
| 6月4日  | 炎の魔術・青の輝き   | 青磁                         | 陳舜臣、中島宏                 |
| 6月11日 | 源平残照             | 神護寺肖像画                 | 栗田勇                         |
| 6月18日 | あ・うんの造形       | 東大寺金剛力士               | 須田剋太                       |
| 6月25日 | 王朝夢幻             | 源氏物語絵巻                 | 尾崎左永子、徳川義宣、秋山光和 |
| 7月2日  | 海の道・神の島       | 沖ノ島                       | 池田満寿夫                     |
| 7月9日  | 極楽浄土の幻影       | 平等院鳳凰堂                 | 前田常作、山崎昭二郎           |
| 7月16日 | 戯れのユートピア     | 鳥獣人物戯画                 | 安野光雅                       |
| 9月3日  | 狩人たちの賛歌       | 銅鐸絵画                     | C・W・ニコル、佐原真           |
| 9月10日 | へんろ道・祈りの響き | 善通寺                       | 竹西寛子                       |
| 9月17日 | 六道絵に人の世を見る | 六道絵（地獄・餓鬼・病草紙） | 高橋睦郎、関山和夫             |
| 9月24日 | 女人成仏             | 四天王寺扇面法華経           | 町春草、中村清兄               |
| 10月1日 | 天翔る書             | 風信帖                       | 榊莫山                         |
| 10月8日 | 古都はるか永遠の輝き | 法隆寺釈迦三尊像             | 井上靖                         |

### 1988年
NHK総合・木曜日 22:40 - 23:10
| 放送日   | サブタイトル               | 紹介した国宝         | ゲスト     |
| -------- | -------------------------- | -------------------- | ---------- |
| 4月7日   | 宝刀は神のみわざ           | 春日大社宝刀         | 村上元三   |
| 4月14日  | 変幻なり楼閣の宴           | 西本願寺飛雲閣       | 蜷川幸雄   |
| 4月21日  | 鳳の舞うがごとく           | 薬師寺               | 平山郁夫   |
| 4月28日  | 春秋一路・墨染の人あり     | 一遍上人絵伝         | 杉本苑子   |
| 5月12日  | 静寂のタイムカプセル       | 如庵                 | 邦光史郎   |
| 5月19日  | 今はむかし・奇想なる物語   | 信貴山縁起絵巻       | 田中一光   |
| 5月26日  | 深山に朱く女人高野         | 室生寺               | 羽田澄子   |
| 6月2日   | 秘仏・黄不動虚空に立つ     | 三井寺               | 津田さち子 |
| 6月9日   | 甍ははるか・独眼竜の夢     | 松島瑞巌寺           | 井上ひさし |
| 6月16日  | 江戸ごのみ・雅の彩り       | 色絵雉香炉           | 宗左近     |
| 6月23日  | 中将姫・まんだら幻想       | 当麻寺               | 岡野弘彦   |
| 7月7日   | 気宇・王者の如し           | 大燈国師墨跡・看経榜 | 永井路子   |
| 7月14日  | 浄土は緑 みほとけの里      | 富貴寺大堂           | 井出孫六   |
| 7月21日  | 太古の祈り空高く           | 出雲大社             | 清家清     |
| 9月8日   | 悠々の天地・画帖に満てり   | 十便十宜図           | 山尾三省   |
| 10月6日  | 白鳥浮かぶが如く           | 羽黒山五重塔         | 斎藤茂太   |
| 10月20日 | 明月の宴・歌人の夢         | 古今和歌集           | 大岡信     |
| 10月27日 | 夢遍路・十一面観音         | 十一面観音           | 田原順子   |
| 11月10日 | 太子追想・斑鳩に微笑ありて | 法隆寺夢殿           | 中村元     |

### 1989年
NHK総合・木曜日 23:05 - 23:35
| 放送日   | サブタイトル               | 紹介した国宝                 | ゲスト                             |
| -------- | -------------------------- | ---------------------------- | ---------------------------------- |
| 4月6日   | 美は微笑のこころにありて   | 法隆寺百済観音               | 後藤純男                           |
| 4月20日  | 金色の光 松風に照る        | 二条城                       | 團伊玖磨                           |
| 5月11日  | 花吹雪、太閤・夢伽藍に舞う | 醍醐寺                       | 赤瀬川原平                         |
| 5月18日  | 王朝の雅に佳人ありて       | 紫式部日記絵詞               | 近藤富枝                           |
| 5月25日  | 天平の力に光満つ           | 東大寺戒壇院四天王           | 入江泰吉                           |
| 6月1日   | 清盛 残光・瀬戸内に輝く    | 厳島神社平家納経             | 石井幹子                           |
| 6月8日   | 江戸の華・二つの風俗画     | 彦根屏風・松浦屏風           | 米倉斉加年                         |
| 6月15日  | 斑鳩に慈しみの風そよぐ     | 中宮寺菩薩半跏像・天寿国繍帳 | 沼田早苗                           |
| 6月22日  | 憂愁の墨色                 | 東雲篩雪図                   | 鈴木進、田中穣                     |
| 6月29日  | 天地合掌・祈りの巡りあい   | 千手観音                     | 木崎さと子                         |
| 7月6日   | 武人の夢・天空を仰ぐ       | 松本城                       | 綱淵謙錠                           |
| 7月27日  | み仏は波濤をこえて         | 清凉寺釈迦如来               | 吉野弘                             |
| 8月3日   | 神々の杜は朱に映えて       | 宇佐神宮                     | 黒岩重吾                           |
| 9月7日   | 湖上はるか 天下人の祈り    | 竹生島                       | 鈴木靖将、藤舎推峰、石野倬（語り） |
| 9月14日  | 天神 都の空にとどろく      | 北野天神縁起絵巻             | 五木寛之、石野倬（語り）           |
| 9月21日  | 若狭の花は京の夢           | 明通寺                       | 川村湊、柿沼郭（語り）             |
| 9月28日  | 奇観なり深山の御堂         | 三仏寺投入堂                 | 山折哲雄、関口進（語り）           |
| 10月12日 | 鮮やかなる生命 雪に輝く    | 雪松図                       | 妹尾河童、石野倬（語り）           |
| 10月19日 | 我が救い空しからず         | 東大寺不空羂索観音           | 陳舜臣、石野倬（語り）             |
| 10月26日 | 太子追慕 斑鳩の輝き        | 法隆寺玉虫厨子               | 濱田隆、石野倬（語り）             |

## 再放送
番組終了後の1990年にNHK教育テレビで再放送された。また、総合テレビのNHKアーカイブスにおいて、2003年11月16日に「クルスの堂は七色の輝き（大浦天主堂）」（1986年7月17日放送分）が、2007年11月4日に「戯れのユートピア（鳥獣人物戯画）」（1987年7月16日放送分）が再放送された。